# Brainstorm (band)
Prāta Vētra, kendt udenfor Letland som Brainstorm, er et lettisk pop-rock dannet i 1989. De fik international succes, da de fik en tredjeplads ved Eurovision Song Contest i år 2000 med sangen "My star".

## Medlemmer
- Renārs Kaupers
- Jānis Jubalts
- Kaspars Roga
- Māris Mihelsons
- Ingars Viļums (udelukkende på turnéer)